# Tvoršovice (zámek)
Tvoršovice jsou zámek ve stejnojmenné vesnici u Bystřice v okrese Benešov ve Středočeském kraji. Zámek byl založen na začátku 18. století Radeckými z Radče, ale dochovaná podoba je výsledkem novorenesančních úprav ze druhé poloviny 19. století. Zámecký areál je chráněn jako kulturní památka.

## Historie

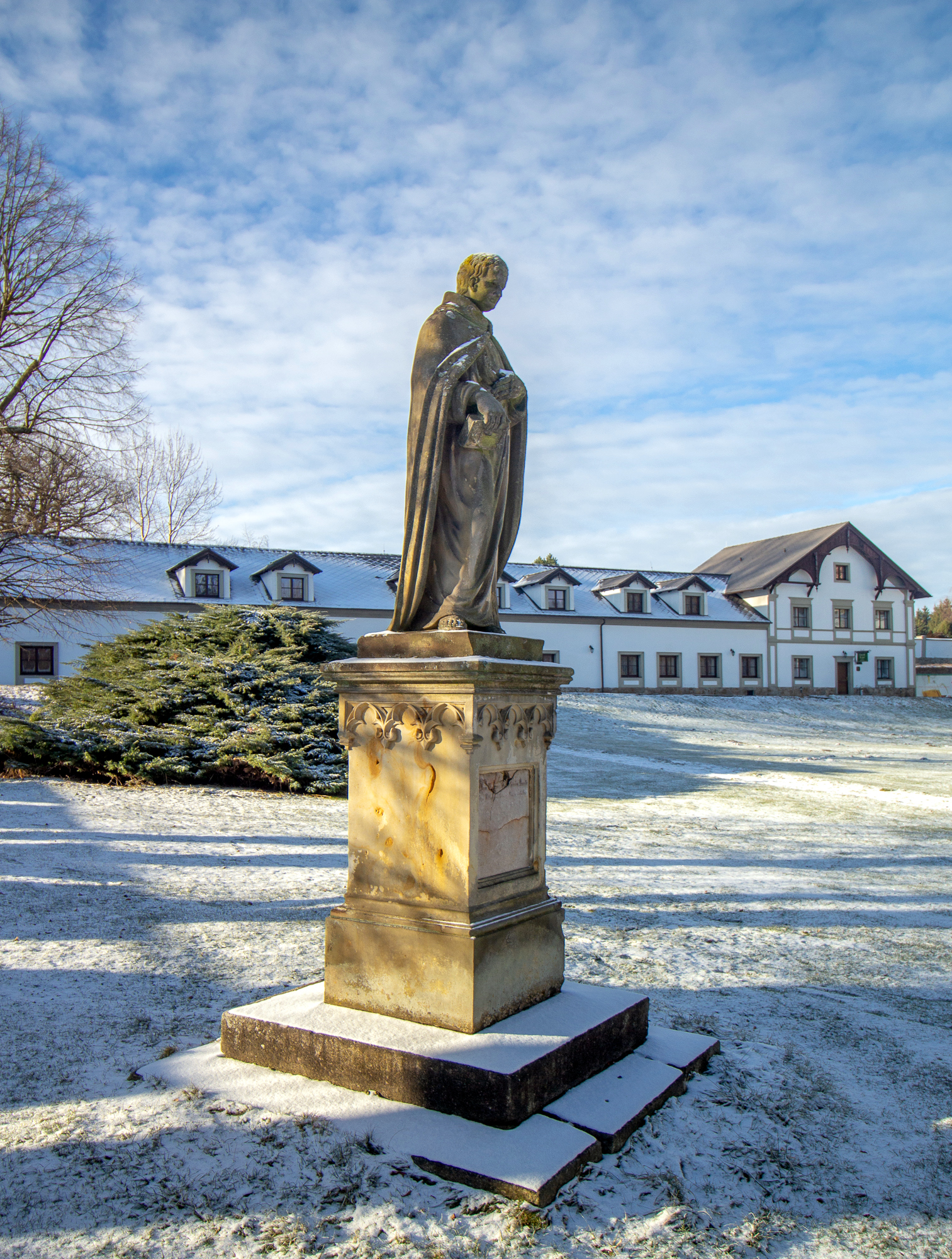
Socha svatého Antonína Paduánského v areálu zámku

Tvoršovický zámek nechal v barokním slohu postavit okolo roku 1701 Petr Radecký z Radče. V jeho rodu zůstal do roku 1765, kdy jej Václav Leopold Radecký z Radče prodal mlynáři Náhlovskému. Během následujícího století se majitelé statku několikrát změnili, až zámek v roce 1868 získali manželé Jan a Marie Schebkovi. Ti jej nechali novorenesančně upravit. Autor projektu přestavby je nejistý, ale mohl jím být Vojtěch Ignác Ullmann, který pro manžele a jejich Pražskou železářskou společnost navrhl jiné stavby. Při úpravách budovy bylo razantně změněno také okolí zámku, kolem kterého vznikl mimo jiné anglický park.
Po Schebkových se v Tvoršovicích vystřídalo několik dalších majitelů. Posledním soukromým vlastníkem zámku se stal Cyril Bartoň z Dobenína, který jej zdědil v roce 1947. Následujícího roku byl zámek zestátněn a upraven pro potřeby domova důchodců. Koncem 20. století zámek získala společnost Golf Konopiště, která v roce 1997 zahájila opravu celého areálu. Zámek přestavěla na hotel s restaurací a zbývající budovy přizpůsobila jako zázemí golfového hřiště.

## Stavební podoba

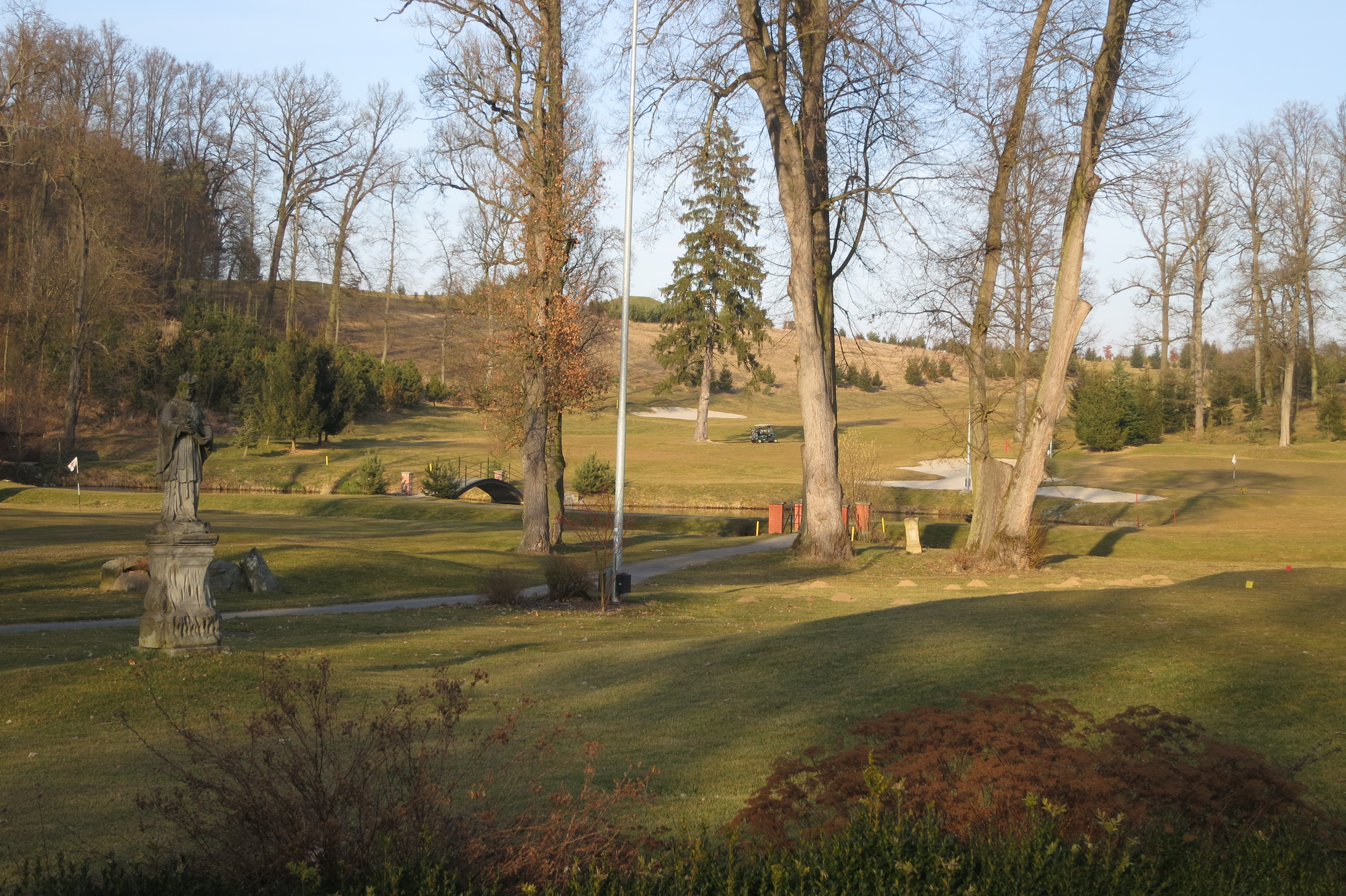
Golfové hřiště

Zámek stojí na severozápadním okraji vesnice. Budova má dvě patra a obdélný půdorys. Dominantou hlavního průčelí je pravé nároží zvýšené do podoby symbolické věže zakončené balustrádou. Zadní průčelí zdůrazňuje dvojice rizalitů. K památkově chráněnému areálu patří také park, zahrada před hlavním průčelí, jihozápadní hospodářská budova u zahrady, ohradní zeď, kamenný mostek a řada drobných památek (socha svatého Floriána, socha svaté Anny, dvojice litinových kandelábrů ad.).